# Parafia św. Hieromęczennika Jozafata Kuncewicza w Kopiejsku
Parafia św. Hieromęczennika Jozafata Kuncewicza w Kopiejsku – rosyjskokatolicka parafia znajdująca się w Kopiejsku, w diecezji Przemienienia Pańskiego w Nowosybirsku, w dekanacie uralskim.